# Campionati del mondo di corsa in montagna 2009
I Campionati del mondo di corsa in montagna 2009 si sono disputati a Campodolcino e Madesimo, in Italia, il 6 settembre 2009 sotto il nome di "World Trophy". Il titolo maschile è stato vinto da Geoffrey Kusuro, quello femminile da Valentina Belotti. I mondiali di corsa in montagna sono, a partire dal 2009 compreso, una competizione riconosciuta ufficialmente dalla International Association of Athletics Federations (IAAF).

## Uomini seniores
Individuale
| Pos.    | Atleta                 | Nazione | Tempo  |
| ------- | ---------------------- | ------- | ------ |
| Oro     | Geoffrey Kusuro        | Uganda  | 54'51" |
| Argento | Azeria Teklay          | Eritrea | 55'45" |
| Bronzo  | James Kibet            | Uganda  | 55'54" |
| 4       | Bernard Dematteis      | Italia  | 56'02" |
| 5       | Zemichael Tesfamichael | Eritrea | 56'08" |
| 6       | Jean-Baptiste Simukeka | Ruanda  | 56'17" |
| 7       | Debesay Tsiege         | Eritrea | 56'20" |
| 8       | Marco De Gasperi       | Italia  | 56'20" |
| 9       | Martin Dematteis       | Italia  | 56'34" |
| 10      | Ahmet Arslan           | Turchia | 56'34" |

Squadre
| Pos.    | Squadra | Punti |
| ------- | ------- | ----- |
| Oro     | Eritrea | 24    |
| Argento | Italia  | 39    |
| Bronzo  | Turchia | 75    |

## Uomini juniores
Individuale
| Pos.    | Atleta          | Nazione     | Tempo  |
| ------- | --------------- | ----------- | ------ |
| Oro     | Xavier Chevrier | Italia      | 38'26" |
| Argento | Muzaffer Bayram | Turchia     | 39'22" |
| Bronzo  | Alper Demir     | Turchia     | 39'32" |
| 4       | Bradon Lord     | Stati Uniti | 39'51" |
| 5       | Luca Cagnati    | Italia      | 40'00" |
| 6       | Jakub Bajza     | Rep. Ceca   | 40'09" |
| 7       | Candide Pralong | Svizzera    | 40'12" |
| 8       | Rene Stöckert   | Germania    | 40'50" |
| 9       | Nuri Koemuer    | Turchia     | 40'59" |
| 10      | Kelemu Crippa   | Italia      | 41'23" |

Squadre
| Pos.    | Squadra     | Punti |
| ------- | ----------- | ----- |
| Oro     | Turchia     | 14    |
| Argento | Italia      | 16    |
| Bronzo  | Regno Unito | 52    |

## Donne seniores
Individuale
| Pos.    | Atleta               | Nazione     | Tempo  |
| ------- | -------------------- | ----------- | ------ |
| Oro     | Valentina Belotti    | Italia      | 44'03" |
| Argento | Maria Grazia Roberti | Italia      | 44'23" |
| Bronzo  | Sarah Tunstall       | Regno Unito | 44'48" |
| 4       | Hulya Bastug         | Turchia     | 44'57" |
| 5       | Anna Pichrtova       | Rep. Ceca   | 44'59" |
| 6       | Katie Ingram         | Regno Unito | 44'59" |
| 7       | Janna Vokueva        | Russia      | 45'21" |
| 8       | Mateja Kosovelj      | Slovenia    | 45'23" |
| 9       | BrandyErholtz        | Stati Uniti | 45'23" |
| 10      | Kate Goodhead        | Regno Unito | 45'24" |

Squadre
| Pos.    | Squadra     | Punti |
| ------- | ----------- | ----- |
| Oro     | Regno Unito | 19    |
| Argento | Italia      | 24    |
| Bronzo  | Stati Uniti | 35    |

## Donne juniores
Individuale
| Pos.    | Atleta                | Nazione     | Tempo  |
| ------- | --------------------- | ----------- | ------ |
| Oro     | Yasemin Can           | Turchia     | 22'18" |
| Argento | Megan Morgan          | Stati Uniti | 22'35" |
| Bronzo  | Angelika Mach         | Polonia     | 22'56" |
| 4       | Zeynep Yok            | Turchia     | 23'05" |
| 5       | Üzlem Kaya            | Turchia     | 23'15" |
| 6       | Raluca Morjan         | Romania     | 23'20" |
| 7       | Loredana Andrea Ologu | Romania     | 23'38" |
| 8       | Katerina Berouskova   | Rep. Ceca   | 23'40" |
| 9       | Ekaterina Doseykina   | Russia      | 23'42" |
| 10      | Federica Cerutti      | Italia      | 23'50" |

Squadre
| Pos.    | Squadra | Punti |
| ------- | ------- | ----- |
| Oro     | Turchia | 5     |
| Argento | Romania | 13    |
| Bronzo  | Polonia | 20    |

## Medagliere
| Posizione | Paese       | Oro | Argento | Bronzo | Totale |
| --------- | ----------- | --- | ------- | ------ | ------ |
| 1         | Turchia     | 3   | 1       | 2      | 6      |
| 2         | Italia      | 2   | 4       | 0      | 6      |
| 3         | Eritrea     | 1   | 1       | 0      | 2      |
| 4         | Regno Unito | 1   | 0       | 2      | 3      |
| 5         | Uganda      | 1   | 0       | 1      | 2      |
| 6         | Romania     | 0   | 1       | 0      | 1      |
| 7         | Polonia     | 0   | 0       | 2      | 2      |